# Wallingford
Wallingford es una pequeña ciudad mercantil en el valle del Támesis, localizada al sur de Inglaterra en el condado de Oxfordshire.
Importante punto estratégico en el río Támesis, Wallingford está situada en la margen occidental del río y unida a la ciudad de Crowmarsh Gifford por el puente de Wallingford, notable estructura de piedra de 900 pies de largo. Fortificada desde los tiempos de los sajones en que formaba parte del reino de Wessex y acuñaba sus propias monedas. Probablemente uno de los sitios sajones mejor conservados en Inglaterra, con numerosas construcciones de piedra del siglo IX construidos para defenderse de los agresores vikingos. Desde el reinado de Guillermo I de Inglaterra fue permitida la travesía del río por Wallingford, lo que le ganó el favor de los conquistadores normandos. 
Ya en el Domesday Book de 1086 aparece Wallingford en una lista de dieciocho poblados con una población mayor de 2000 habitantes. 
El Tratado de Wallingford encerró en 1153 la Guerra Civil (Anarquía inglesa) que había comenzado tras la muerte de Enrique I de Inglaterra. La población fue proclamada como tal según Acta Real de 1155 por el entonces recién proclamado Enrique II de Inglaterra, siendo la segunda población en toda Inglaterra en ganar dicho reconocimiento. Juan I de Inglaterra y Ricardo de Cornualles amplió el castillo. Encarcelaron a Eduardo I de Inglaterra, Margarita de Anjou y a Owen Tudor en el castillo de Wallingford. Juana de Kent murió en el castillo de Wallingford (1385). 
El castillo de Wallingford era una fortaleza importante para los partidarios de Carlos I de Inglaterra durante la guerra civil inglesa. El castillo fue destruido más adelante por Oliver Cromwell.
Wallingford fue además cuna del escritor William Blackstone y Agatha Christie. Los autores Rex Warner, Gladys Bronwyn Stern y James H. McClure también vivieron en la ciudad. Cuna además del matemático Richard of Wallingford y del cronista John of Wallingford, ambos asociados al Priorado de Wallingford. Célebres miembros del Parlamento han salido de Wallingford: William Seymour Blackstone; John Cator; Thomas Digges (astrónomo); Sir Charles Dilke; George Parker (astrónomo); el barón George Pigot; Robert Pigot; Edmund Plowden; Francis Sykes y Nathaniel William Wraxall (escritor).
Ha servido de localización para filmajes que incluyen Midsomer Murders. La ciudad cuenta con un museo (Wallingford Museum), un teatro (Corn Exchange), un festival folclórico (BunkFest) y un ferrocarril a vapor (el Cholsey and Wallingford Railway).
Wallingford está hermanada informalmente con Wallingford, Connecticut, Estados Unidos y oficialmente con Luxeuil-les-Bains, en Francia y con Bad Wurzach, en Alemania.

## Ciudades hermanadas
- Bad Wurzach, Alemania
- Luxeuil-les-Bains, Francia